# 蒂尔凯姆
蒂尔凯姆（法語：Turckheim，法語發音：[tyʁkaim] ⓘ）是法国上莱茵省的一个市镇，属于科尔马-里博维莱区。

## 地理
蒂尔凯姆（48°5'11"N, 7°16'50"E）面积16.46 平方千米，位于法国大東部大區上莱茵省，该省份为法国东部内陆省份，是阿尔萨斯的一部分，今与下莱茵省组成了阿尔萨斯欧洲集体，其北临下莱茵省，西接孚日省，西南接贝尔福地区省，东侧沿莱茵河与德国相望，南与瑞士接壤。
与蒂尔凯姆接壤的市镇（或旧市镇、城区）包括：温策奈姆、英格赛姆、阿默什维尔、拉巴罗什、瓦尔巴克、涅代尔莫尔斯克维、卡岑塔勒。
蒂尔凯姆的时区为UTC+01:00、UTC+02:00（夏令时）。

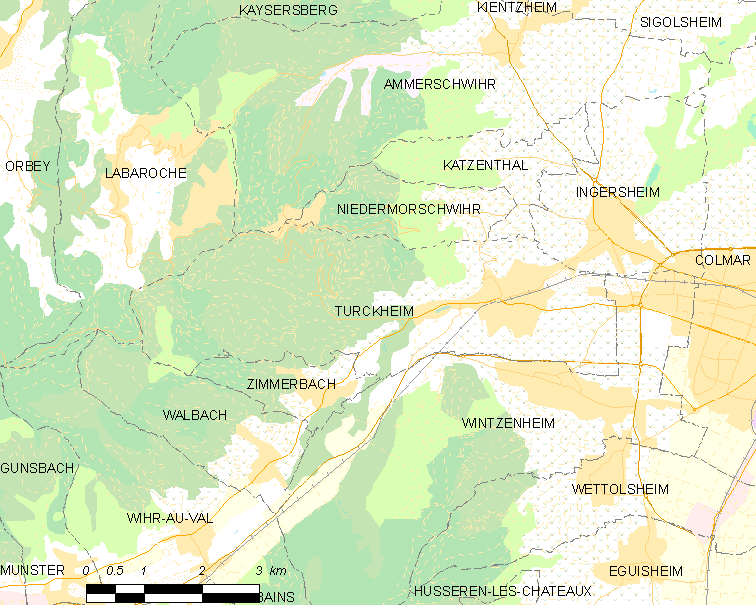
蒂尔凯姆的OSM定位图

## 行政
蒂尔凯姆的邮政编码为68230，INSEE市镇编码为68338。

## 政治
蒂尔凯姆所属的省级选区为温策奈姆县。

## 人口

1962-2008年间蒂尔凯姆人口变化图示

蒂尔凯姆于2022年1月1日时的人口数量为4033人。